# سميلين ثرو (مسرحية)
سميلين ثرو (بالإنجليزية: Smilin' Through) هي مسرحية صدرت عام 1919 من قبل جين كول وجين مورفين . كُتبت تحت اسم مستعار ألان لانغدون مارتن. كما تألق كول في المسرحية في دور مزدوج وشارك في إخراجها مع بريستلي موريسون.
سميلين ثرو من إنتاج  السلويين وافتتح في مسرح برودهيرست في برودواي في 30 ديسمبر 1919. وشملت في طاقم العمل أورم كالدارا في دور كينيث و إرميا واين، هنري ستيفنسون في دور جون كارتريت و إيثلبرت دي هيلز في دور الدكتور أوين هاردينغ. تصميم المناظر الطبيعية كان من قِبل جوزيف أوربان. حققت المسرحية نجاحًا واسعًا وبلغ عدد عروضها 175 عرضًا. كما لعبت على المدى الطويل على الطريق، وكانت واحدة من أعظم النجاحات التجارية لجين كول.
تدور القصة الرومانسية العاطفية حول شابة أيرلندية تُدعى كاثلين دونجانون، عارض جون كارتريت والدها بالتبني ارتباطها الرومانسي بـ كينيث واين الذي يحمل ذكرى مؤلمة لحبه الفاشل لعمتها مونيان كلير. تزور مونيان جون كشبح، وأدوار كاثلين ومونيان كلاهما لعبته جين كاول. 
تم تصوير القصة الشعبية لأول مرة في عام 1922 من قبل "فيرست ناشيونال بيكتشرز"، وأعيد إنتاجها في وقت لاحق مرتين من قبل "إم جي إم"، في عاميّ 1932 و 1941. في عام 1932 ، تم تحويله أيضًا إلى مسرحية غنائية مُخفقة على مر سنين بموسيقى فينسنت يومانز، ومع ذلك حققت نجاحاً باهراً. 
سميلين ثرو' هي ايضاً الأغنية الشعبية لعام 1919 بكلمات وألحان آرثر ايه بين. كان تأليف الأغنية والمسرحية مستقلاً ولكنّهن مترابطتان. وفقاً لإيزيدور ويتمارك في تاريخه في دار نشر "ويتمارك وأولاده"، تمت إعادة كتابة مسرحية كاول جزئيا بعد نشر الأغنية، إستناداً إلى الموسيقى التصويرية، وتم دمج كل من عنوان الأغنية وموسيقاها في المسرحية عندما تم الانتهاء منها وإنتاجها.

## روابط خارجية
- Smilin' Through at the قاعدة بيانات برودواي على الإنترنت
- Through the Years at the قاعدة بيانات برودواي على الإنترنت
- * Photos of Jane Cowl in Smilin' Through[وصلة مكسورة], from the Billy Rose Theatre Collection photograph file at NYPL Digital Gallery. *
- 1919 recording by Reinald Werrenrath of the song Smilin' Through at YouTube.